# Tiantang, Yuexi
Tiantang (kinesiska: 天堂) är en köping i östra Kina. Den ligger i Yuexi härad i Anqing i provinsen Anhui, omkring 140 kilometer sydväst om provinshuvudstaden Hefei. 